# Coulrophobie
Als Coulrophobie wird eine übertriebene Angst vor Clowns bezeichnet. Manche Kinder haben Angst vor Clowns, weil diese anders aussehen und sich anders verhalten, als sie es kennen. Vereinzelt ist diese Angst auch bei Erwachsenen anzutreffen.

## Wortherkunft
Das Wort ist angeblich aus den griechischen Begriffen κῶλον kōlon (Glied, Extremität) und φόβος phóbos (Furcht, Schrecken) zusammengesetzt. Ein κωλοβαθριστής kōlobathristḗs (von κωλόβαθρον – Stelze, aus κῶλον und βαίνω baínō – ich gehe) war – ähnlich einem Clown – ein Unterhaltungskünstler auf Stelzen (Stelzenläufer).
Die Bezeichnung scheint neueren Datums zu sein und nicht aus wissenschaftlichen Quellen zu stammen. Internetquellen datieren das Erscheinen des Begriffs auf die 1980er oder die 1990er Jahre, häufiger erscheint er in gedruckten Quellen ab Ende der 1990er Jahre.

## Gründe
Die Angst erwachsener Personen vor bestimmten Clownsfiguren liegt vor allem an den stark geschminkten Gesichtern dieser Clowns. Menschen fühlen sich unbehaglich, gar ängstlich, wenn sie die Gesichtszüge ihres Gegenübers nicht erkennen und somit einschätzen können. Das aufgemalte Lächeln kann als künstlich und somit falsch empfunden und dem Clown fragwürdige Motivationen unterstellt werden. Auch wenn die Angst vor Clowns auf den maskenhaft geschminkten und schrill gekleideten Figuren aus dem Zirkus beruht, kann sich diese auch auf andere Arten von Clowns übertragen. Denn nahezu alle Clowns sind geschminkt und verhalten sich zudem abweichend von üblichen sozialen Normen. Sie wirken manchmal unberechenbar, was Unsicherheit und Unbehagen beim Zuschauer zur Folge haben kann.
Oft wird in dem Zusammenhang auf eine Studie der englischen University of Sheffield verwiesen – oftmals im falschen Kontext zitiert. Im Jahr 2008 wollten die Wissenschaftler unter der Leitung von Prof. Penny Curtis überprüfen, ob die Dekoration von Kinderstationen in Krankenhäusern kindgerecht ist. In dem Zusammenhang wurden 255 Kinder zwischen vier und 16 Jahren über Kinderstationen geführt. Dort hingen als Dekoration auch Bilder von Clowns, die wie im Zirkus maskenhaft geschminkt waren. Diese Bilder hatten Erwachsene ausgesucht. Die Kinder fanden die Porträts nicht komisch, manche ängstigten sich. Diese wenigen Bilder waren aber nur ein Aspekt von sehr vielen Teilen der Dekoration. Die Universität von Sheffield hat also nie nachgewiesen, dass Kinder grundsätzlich Angst vor Clowns haben. Das war auch nie Thema der Studie.
In einer neueren Studie von 2023 mit 987 Befragten wurde festgestellt, dass Coulrophobie erstaunlich verbreitet ist im Vergleich zu anderen verbreiteten Phobien (5 % gegenüber zum Beispiel 2,8 % bei Höhenangst). Was die Gründe betrifft, so zeigte sich, dass persönliche Erfahrung den geringsten Einfluss hat, erheblichen Einfluss hat demgegenüber die Darstellung von Clowns in der Populärkultur, zum Beispiel Stephen Kings Pennywise, aber auch die Werbefigur Ronald McDonald wurde negativ wahrgenommen. Das stärkste Moment bildete die Undeutbarkeit der durch die starke Schminke nur schlecht erkennbaren Mimik.

## Populärkultur
Clowns als dunkle, böse Wesen treten in der Populärkultur verstärkt etwa seit Mitte der 1980er Jahre auf. Mitte der 2010er Jahre kam es weltweit zu Horrorclown-Vorfällen. Obwohl der eigentliche Sinn von Clowns die humorvolle Unterhaltung von Publikum, ähnlich den mittelalterlichen Hofnarren, darstellen soll, werden Clowns heutzutage auch gegenteilig dargestellt. Als Basis dafür dienen immer Zirkusclowns, deren Mimik aufgrund der maskenhaften Schminke kaum zu erkennen ist. Das und ihre absonderliche Kleidung fördern Ängste und dienen gleichzeitig als Maskerade, um sich zu verstecken, Menschen zu erschrecken oder Straftaten zu begehen. Diese „schwarzen“ Clowns werden als „Horror-Clowns“ bezeichnet und stellen den negativen Gegenpol dar zu den sonst harmlosen Clowns in Zirkus, Varieté oder Klinik.
Das Motiv des bösen, Angst verbreitenden Clowns wurde später vielfach verwendet, die schon seit den 1940er Jahren existierende Figur des Joker, Erzfeind von Batman, in den Batman-Filmen zuerst von Jack Nicholson in Batman (1989) und dann von Heath Ledger in The Dark Knight (2008) verkörpert. Auch der Dämon Violator in der Comicserie Spawn (1997 verfilmt) erscheint häufig in der Gestalt eines bösartigen Clowns.
- In Stephen Kings Roman Es aus dem Jahr 1986 tritt das Monster in Form des Clowns Pennywise auf. Das Buch wurde 1990 unter dem Titel Stephen Kings Es verfilmt. Andere frühe Filme, in denen Clowns als böse dargestellt werden, waren Space Invaders (Originaltitel: Killer Clowns from Outer Space, 1988) und Clownhouse.

- Die von John Carroll Lynch verkörperte Figur Twisty the Clown in der 4. Staffel der Fernsehserie American Horror Story ist ein Horrow-Clown. Die Popularität der Serie veranlasste die Verbandsorganisation Clowns of America International zum Protest, formuliert durch deren Präsidenten Glenn Kohlberger: „Wir unterstützen in keiner Weise oder Form irgendwelche Medien, die Coulrophobie ausschlachten oder zu ihrer Ausbreitung beitragen.“[7]

- In der US-amerikanischen Krimiserie Bones – Die Knochenjägerin leidet eine der Hauptfiguren, der sonst kaltschnäuzige FBI-Agent Seeley Booth, unter Coulrophobie. Eine Episode dreht sich hauptsächlich um diese Phobie; weitere Episoden streifen dieses Thema, nutzen dabei aber eher den humorvollen Aspekt dieser Angst vor Clowns.

- Auch die Krimiserie Navy CIS: L.A. thematisiert diese Phobie: Special Agent Sam Hanna, eine der Hauptfiguren, erwähnt häufig seine Coulrophobie.

- In der englischen Krimiserie Inspector Barnaby hat die zweite Hauptrolle, John Barnaby, ebenfalls eine irrationale Angst vor Clowns.[8]

- In der Serie Supernatural zeigt Sam Winchester, einer der Protagonisten, eine Coulrophobie, die in mehreren Folgen thematisiert wird.

- In der Horrorkomödie Zombieland aus dem Jahr 2009 berichtet die Hauptfigur Columbus am Anfang, dass er unter Coulrophobie leidet. Am Ende muss er ausgerechnet einen Zombie-Clown töten, um seine Freunde zu retten.

Mitte Mai 2014 erschien auf YouTube ein Amateurvideo, in welchem ein Killerclown ahnungslose Passanten erschreckt, indem er direkt vor ihnen einen Menschen „tötet“ oder gar die Passanten anzugreifen droht. Mit versteckter Kamera werden die Reaktionen der Passanten gefilmt. Das Video mit dem Titel „Killer Clown Scare Prank!“ verzeichnete in nur einem halben Monat knapp 13 Millionen Aufrufe. Ebenfalls in den Bereich der Internetphänomene gehören die Auftritte des Wascoclowns in Wasco, Kalifornien, der seine Kurzauftritte auf einem Instagram-Account dokumentierte und zahlreiche Nachahmer überall in den Vereinigten Staaten fand, die unter dem Hashtag #wascoclown ihr Clown-Photos auf twitter posteten.

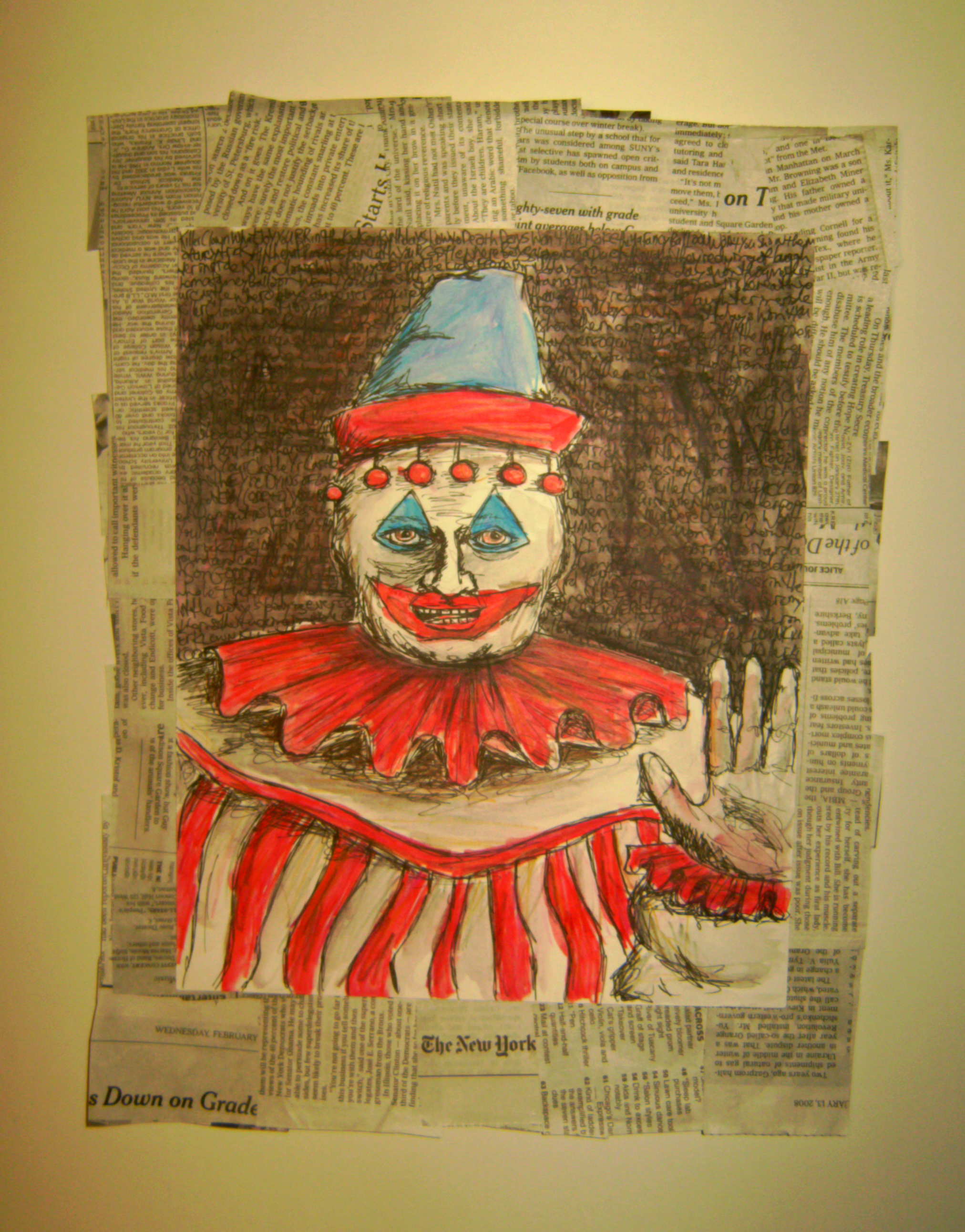
Clownbild des Serienmörders John Wayne Gacy

Ein Clown, bei dem Furcht eine berechtigte Reaktion gewesen wäre, war der US-amerikanische Serienmörder John Wayne Gacy, der als Pogo der Clown in einem selbstgenähten Kostüm bei Straßenfesten Kinder zu unterhalten pflegte. Außerdem vergewaltigte und ermordete er mindestens 33 männliche Jugendliche und wurde für diese Taten 1994 hingerichtet. Während seiner 14 Jahre währenden Inhaftierung malte er zahlreiche Clownsbilder, die er über Auktionen verkaufte und die Preise bis zu 20.000 Dollar erzielten.